# Чентрале (Пескара)
Чентрале (итал. Centrale) је насеље у Италији у округу Пескара, региону Абруцо.
Према процени из 2011. у насељу је живело 48 становника. Насеље се налази на надморској висини од 393 м.